# Isole Južnye Gorbovy
Le Isole Južnye Gorbovy (russo: Острова Южные Горбовы; "isole Gorbovy meridionali") sono un gruppo di 5 isole russe situate nel mare della Pečora che fanno parte dell'arcipelago della Novaja Zemlja. Amministrativamente fanno parte dell'oblast' di Archangel'sk.

## Geografia
Il gruppo di isole si trova a sud dell'isola Južnyj, più precisamente nel golfo di Sachanich (губа Саханиха), a sud del golfo di Cywolka (залив Цивольки). Fanno parte del gruppo l'isola Gorbov e l'isola Ozernoj, oltre a un'altra isola senza nome a nord di Gorbov e due piccole isolette a sud di Ozernoj.
- Isola Gorbov (Остров Горбов), la maggiore isola del gruppo, situata a sud (70°33′46.72″N 55°40′45.21″E); ha una forma allungata e un'altezza di 26 m[1].
- Isola Ozernoj (Остров Озерной, "isola separata, tagliata"), l'isola più a nord (70°34′36.47″N 55°41′20.44″E), di forma squadrata, con al centro un grande lago.

## Isole adiacenti
- Isole di Žongolovič (Острова Жонголовича), gruppo formato da un'isola maggiore e due piccole isolette situato a nord-ovest delle Južnye Gorbovy. Si trovano nella parte sud del golfo di Cywolka (70°36′14.22″N 55°33′40.66″E).
- Isola di Plechanov (Остров Плеханова), piccola isola nella parte sud del golfo di Cywolka, a est delle isole di Žongolovič e a nord delle Južnye Gorbovy (70°35′38.09″N 55°39′46.51″E).